# Allensteiner Zeitung
Die Allensteiner Zeitung war eine deutschsprachige Zeitung im ostpreußischen Allenstein, die zwischen 1841 und 1945 bestand.
Im Jahre 1841 erschien in Allenstein eine Zeitung unter dem Titel Allensteiner Kreisblatt. Der Herausgeber war Karl-Heinrich Harich. Er war aus Leipzig kommend zugewandert und hatte in den Orten Hohenstein, Allenstein, Konitz, Mohrungen und Marienwerder Druckereibetriebe gegründet. Im Jahre 1881 wurde der Name der Zeitung in Allensteiner Zeitung geändert.
Einer seiner Nachfahren, Ernst Harich, gründete im Jahre 1921 eine Gesellschaft mit beschränkter Haftung. Diese verkaufte er am 1. Juli 1923 an ein Konsortium mit deutschnationaler Ausrichtung. In den folgenden Jahren wuchs die Alleinsteiner Zeitung zu dem führenden Zeitungsorgan für die Kreise Allenstein, Rössel und Neidenburg heran. 
Im Jahre 1937 wurde die Zeitung von der W.E. Harich Nachfolger GmbH in Allenstein, Zeppelinstr. 16, herausgegeben. Verleger war Franz Kaspereit. Erich Klemer fungierte als Chefredakteur und sein Stellvertreter war Alios Protmann. Die Anzeigensparte führte Max Wichmann. Die Zeitung erschien an sechs Tagen in der Woche in einem Umfang von 12 Seiten. Am Sonnabend hatte die Zeitung einen Umfang von 24 Seiten. Die Auflage im Jahre 1937 betrug 9418 Exemplare.  
Die Beilagen bestanden aus dem Sonntagsblatt, Harichs Landwirtschaftlicher Anzeiger, Das Blatt der Frau, dem Grenzkarten Deutscher Kultur, der Jugend im Ostland, Für die Jugend, Wehr und Waffen, Südostpreußische Sportberichte, Gesundheitspflege in Haus und Beruf sowie Reisen und Wandern.
Mitarbeiter der Zeitung waren Goetz von Niebelschütz in Athen, Radke in Danzig und Rademacher von Unna in Wien und Budapest. Im Zuge der Besetzung Ostpreußens durch die Rote Armee im Jahre 1945 wurde die Zeitung eingestellt.              
Die heute im ehemaligen Allenstein, heute Olsztyn, erscheinende Zeitung Gazeta Olsztynska ist eine polnischsprachige Zeitung und steht in keinem historischen Kontext zur ehemaligen Allensteiner Zeitung.